# Сектор Д
Сектор Д је југословенски телевизијски филм из 1962. године. Режирао га је Сава Мрмак а сценарио је написао Иво Штивичић.

## Улоге
| Глумац                   | Улога                   |
| ------------------------ | ----------------------- |
| Иво Јакшић               |                         |
| Јован Јанићијевић Бурдуш | (као Јован Јанићијевић) |
| Растислав Јовић          |                         |
| Миодраг Радовановић      |                         |
| Зоран Ранкић             |                         |
| Александар Сибиновић     |                         |
| Предраг Тасовац          |                         |
| Марко Тодоровић          |                         |
| Јанез Врховец            |                         |